# Turbocompressor
Ciclo de funcionamento de um 
turbocompressor em um motor 
de quatro cilindros em linha.
Turbocompressor, também conhecido como turbo ou turbocharger, é um equipamento adicionado aos motores de combustão interna que aproveita os gases de escape para injetar ar nos cilindros (câmara de combustão). Um turbocompressor inclui um par de rotores radiais, ligados num só eixo, que giram de um lado como turbina e do outro como compressor.
O turbocompressor fica ligado ao coletor de escape de um motor de combustão interna, e aproveita a energia dos gases de escape, gerados no motor, para girar uma turbina conectada por meio de um eixo comum a um rotor o qual tem a função de bombear ar para os cilindros. Esse rotor é um compressor centrífugo, responsável por capturar o ar atmosférico e comprimi-lo na entrada da admissão ou do coletor de admissão do motor através de mangueiras ou tubagens de alta pressão.
Com o aumento da densidade do ar decorrente da compressão, pode adicionar-se mais combustível a esta mistura que será encaminhada até a câmara de combustão do motor, fazendo com que mais trabalho seja produzido a cada ciclo. Por exemplo, se um turbocompressor estivesse  trabalhando com uma pressão de aproximadamente 1 kg/cm², o motor estaria admitindo 2 atmosferas, ou seja, o dobro de ar ocupando num mesmo espaço físico sem alterar as dimensões do cilindro. Deste modo, dever-se-ia misturar o dobro de combustível neste ar (para que a mistura permaneça estequiométrica), que seria encaminhado para dentro da câmara de combustão. Neste caso, seria possível quase dobrar a potência de um motor. Na prática não se conseguiria dobrar a potência pois o processo de compressão também causa aumento de temperatura do ar, o que causa o efeito oposto: redução de densidade. Para compensar esse efeito geralmente usa-se um trocador de calor chamado intercooler entre o compressor e a admissão.

## História

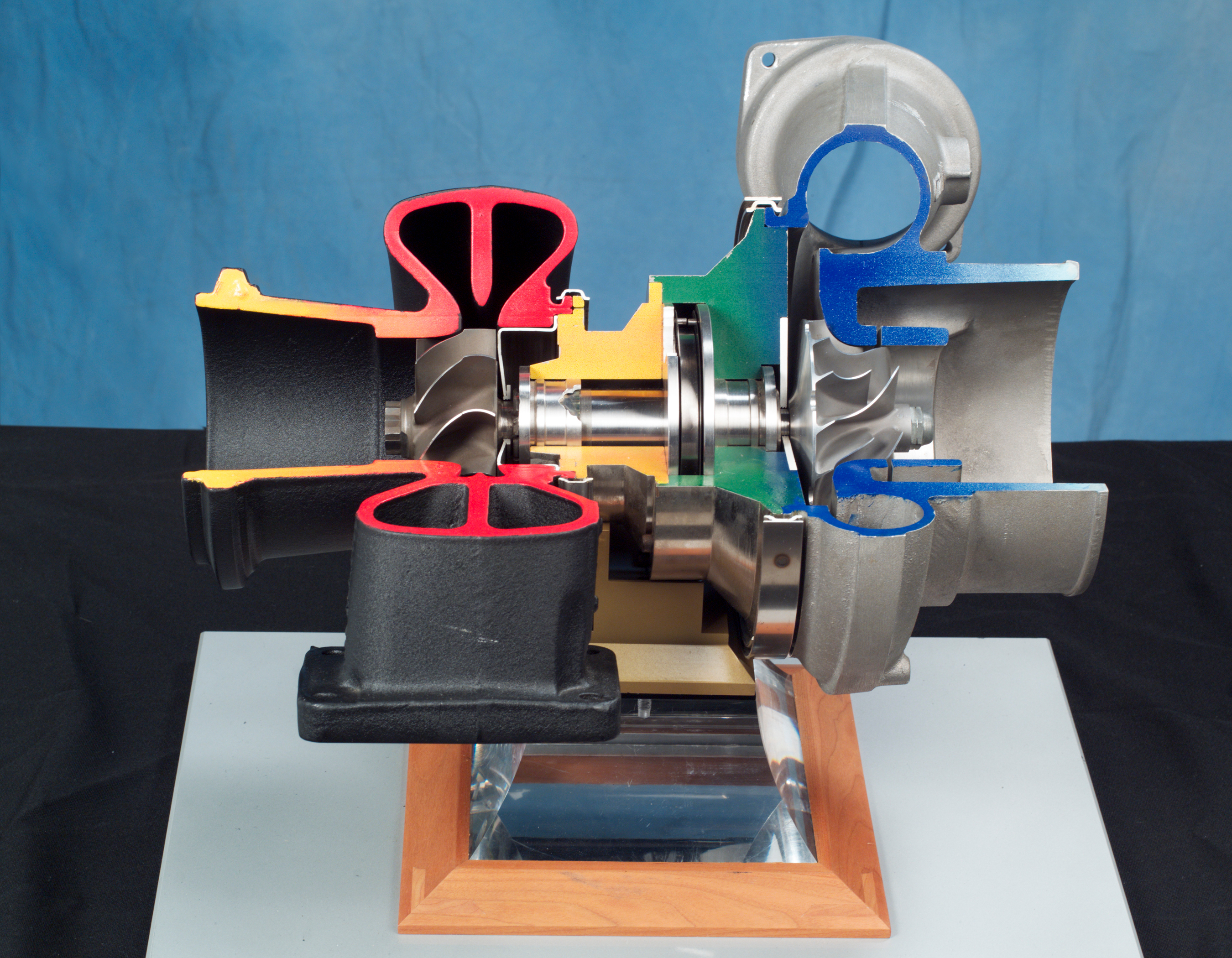
O Turbocompresor inclui um par de rotores radiais, ligados num só eixo, que funcionam como turbina (lado esquerdo) e compressor (lado direito) conforme ilustração

Em 1885 Gottlieb Daimler patenteou a ideia de pré-comprimir o ar induzido aos cilindros, 11 anos mais tarde o ato foi repetido por Rudolf Diesel.
O turbo como conhecemos hoje em dia só foi inventado em 1905, pelo engenheiro suíço Alfred Büchi. Em sua patente, concedida naquele mesmo ano, ele descrevia “uma máquina reciprocante pela qual a energia dos gases expelidos pelo motor aumentaria o fluxo da mistura ar-combustível” na qual “a energia cinética dos gases do escapamento moveria um eixo ligado a uma turbina, que serviria como pré-compressor para o ar admitido pelos cilindros”. Exatamente o que faz um turbo moderno.
O primeiro motor equipado com um turbocompressor não era de um automóvel, e sim de uma locomotiva a diesel. Na época os turbos eram usados apenas em motores com grande deslocamento, como os motores marítimos, ferroviários ou aeronáuticos. No caso dos aviões os compressores foram aplicados para resolver o problema de rarefação do ar nos motores aspirados em grandes altitudes, pois quanto mais alto mais rarefeito o ar fica. Como o turbo é capaz de manter uma pressão mínima constante, sua adoção nos motores aeronáuticos permitiram que os aviões pudessem voar a altitudes mais elevadas sem o risco de perder desempenho. Em 1919 a General Electric instalou um turbocompressor em um avião biplano e, graças à nova tecnologia, ele conseguiu voar a 8.700 metros de altitude — o novo recorde mundial da época.

### A chegada ao mundo das quatro rodas
Os motores turbo só começaram aparecer na indústria automobilística em 1938, quando a fabricante suíça de motores Saurer lançou seu motor turbodiesel para caminhões, algo que fez muito sucesso graças ao aumento expressivo do torque e potência — que chegava a 40%  na época. Dos caminhões para os carros foram outros 20 anos até a chegada do turbo, com uma pequena escala no automobilismo.

### O primeiro carro com motor turbo
Em 1952 a Cummins inscreveu nas 500 Milhas de Indianápolis um carro de corridas com motor turbodiesel. Como na época as 500 Milhas faziam parte do calendário da Fórmula 1, pode-se dizer que ele foi o primeiro (e único) carro diesel na Fórmula 1 até hoje. O Cummins Diesel Special não venceu a corrida, mas percorreu todas as 500 milhas sem parar nos pit stops.

### A chegada definitiva aos carros de passeios
Em 1962 o turbo chegou aos carros de passeio através da chevrolet que deu ao Corvair Monza a versão “Spyder” que usava um flat-6 de 2.4 litros sobrealimentado por um turbocompressor que o ajudava a produzir 151 cv.

## Funcionamento
O turbocompressor fica ligado ao coletor de escape de um Motor de combustão interna, e aproveita a energia (que seria desperdiçada) dos gases de escape, gerados no motor, para girar uma turbina que está conectada por meio de um eixo comum a um rotor o qual tem a função de bombear ar para os cilindros. Esse rotor é um compressor centrífugo, responsável por capturar o ar atmosférico e comprimi-lo na entrada da admissão ou do coletor de admissão do motor através de mangueiras ou tubulações de alta pressão, em geral o ar admitido passa por um intercooler.
|                                                                                 | |
| 1 O turbocompressor funciona aproveitando a força dos gases do escape do motor. | 2 O supercompressor funciona com o movimento gerado pelo motor, que é transmitido a ele através de polias e correias. |

### Mecanismo
A turbina utiliza a energia cinética e a energia térmica oriunda dos gases de escape do motor para acionar o compressor. Esta, por sua vez, através de um eixo, transfere esta energia ao compressor localizado na admissão do motor. Ao atingir determinada rotação e carga, o compressor começa a gerar pressão positiva no coletor de admissão. Ou seja, ele aumenta a massa de ar que o motor admite por ciclo, fazendo isso ao comprimir o ar (e com isto adiciona calor ao ar, com aumento da entropia), fazendo que o motor consiga obter um desempenho muito maior do que o normal.

## Válvula de alívio

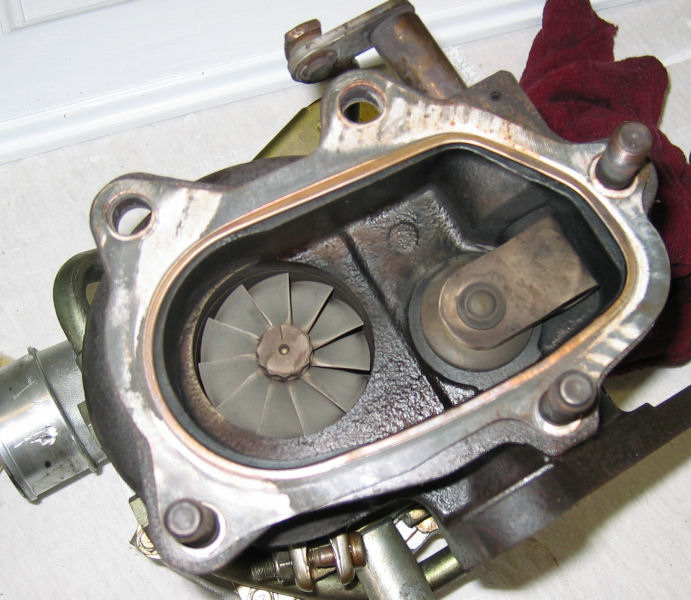
A direita do rotor quente está a wastegate

A válvula de alívio ou wastegate é uma válvula responsável pelo controle da pressão no sistema, é possível encontrar essa válvula na grande maioria de carros com turbo sem geometria variável. Esta válvula reage à pressão do turbo permitindo apenas que uma parte dos gases de escape passe pela turbina, de modo a controlar a pressão máxima. Com menos gases passando pela turbina, o compressor roda mais lentamente estabilizando a pressão do turbo. A Wastegate reencaminha os restantes gases para o colector de escape. Existem wastegates internas ou externas ao turbo. Normalmente quando os carros estão equipados com estas válvulas e se mexe no turbo ou se aumenta a pressão máxima de funcionamento, o mecanismo de atuação da wastegate pode não ser suficiente para trabalhar nas referidas pressões e tem que se trocar a válvula. Com a maior divulgação dos turbos de geometria variável que não necessitam destas válvulas para o controle da pressão faz com que possam ser cada vez menos necessárias.

## Motor aspirado e Compressor mecânico

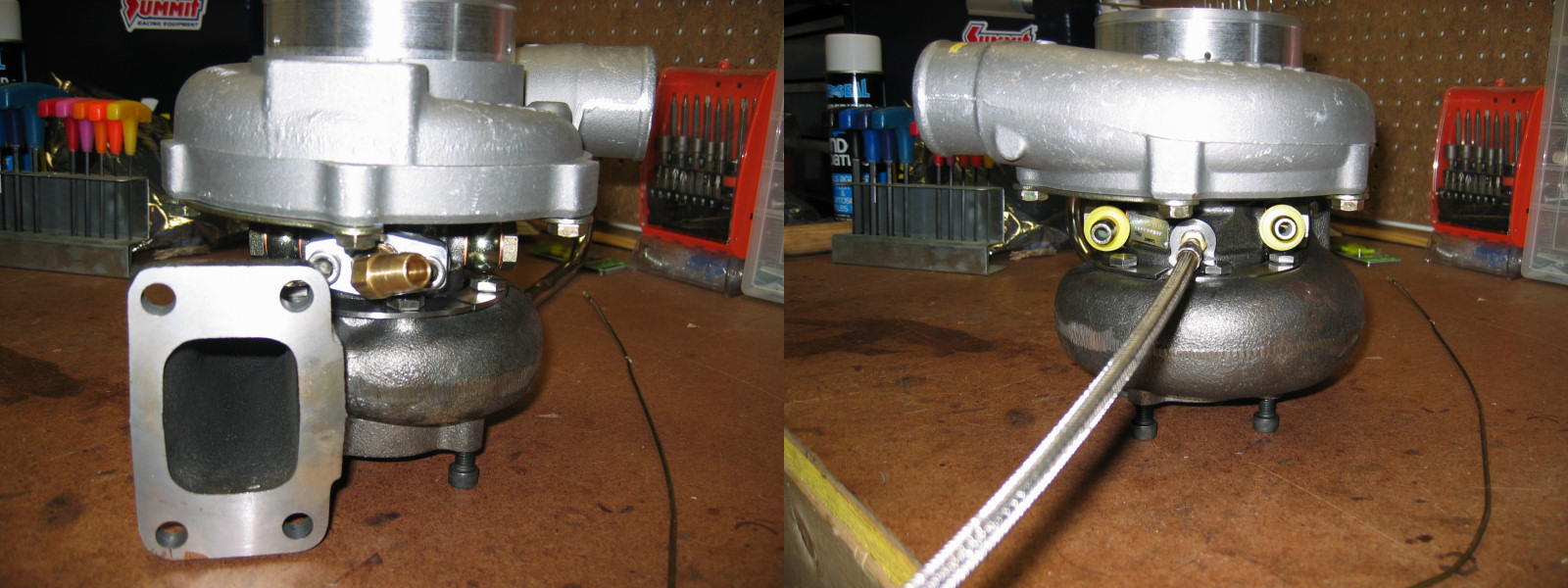

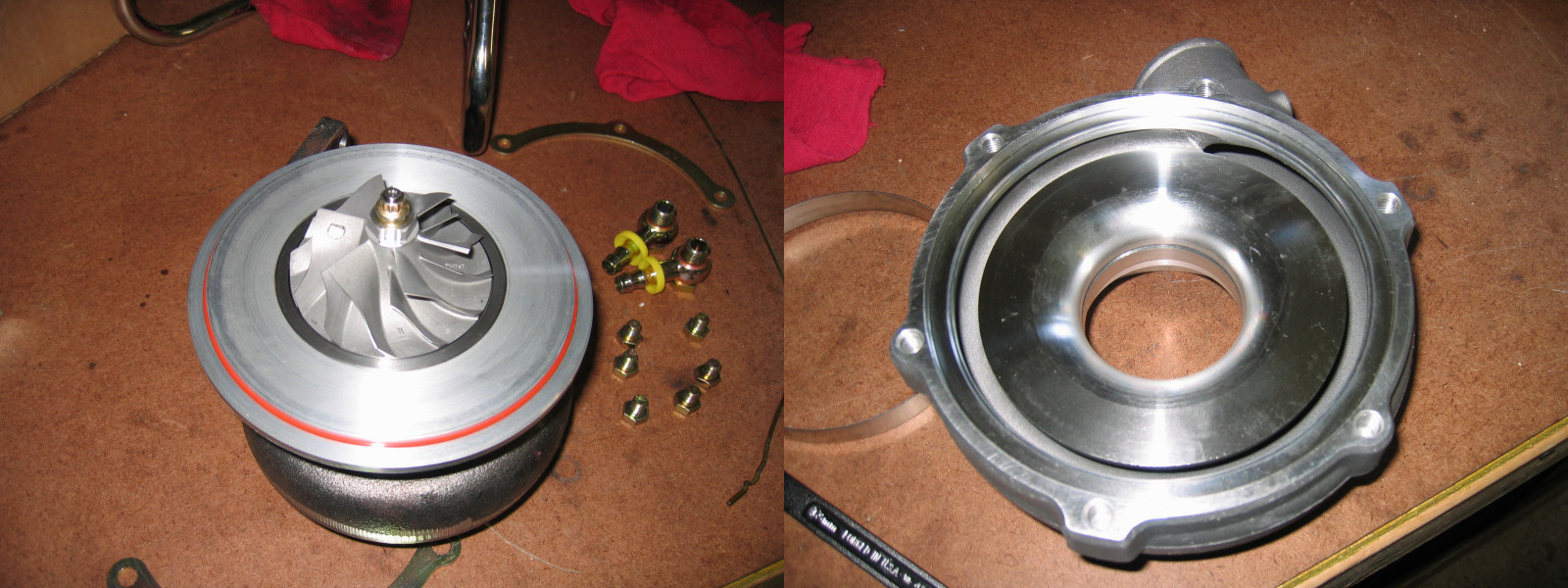

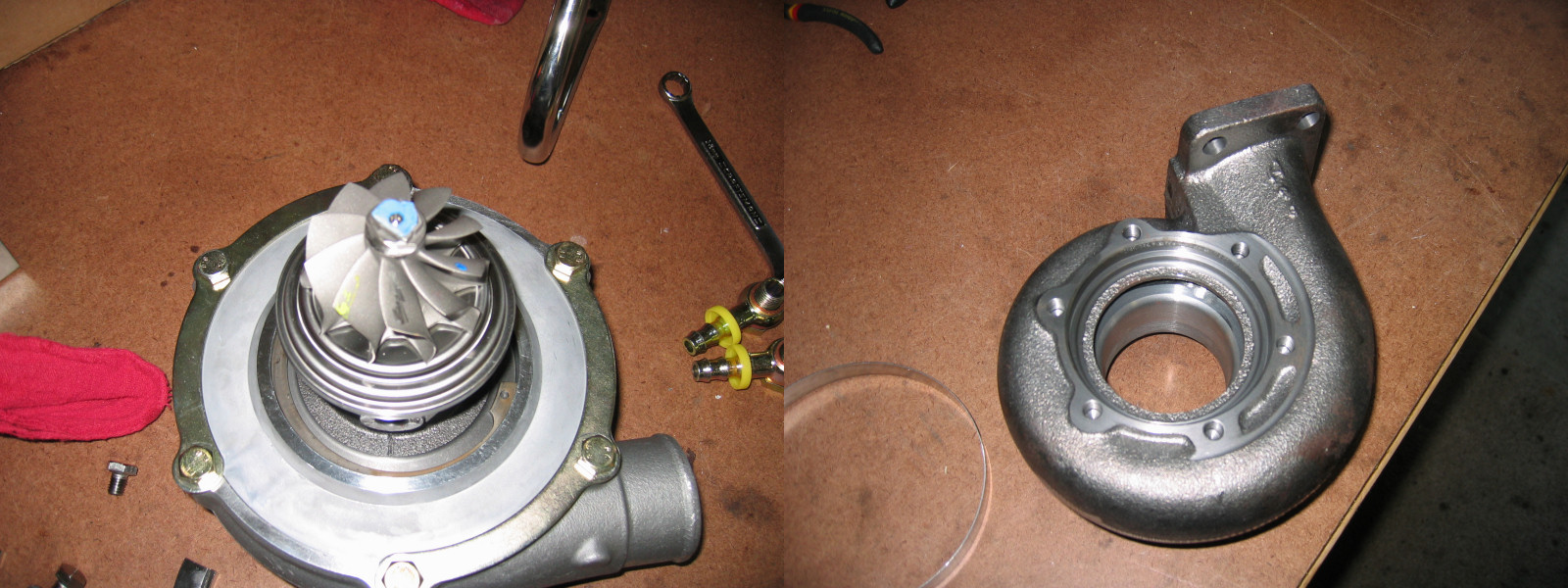

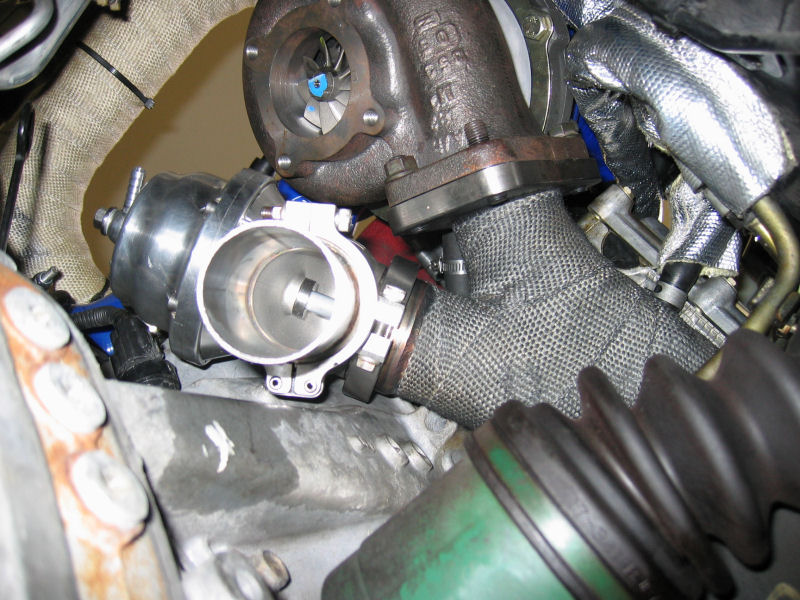

A Primeira forma, motores aspirados são os que não utilizam de nenhum artifício para aumento do fluxo de ar a não ser a aspiração natural resultante do movimento de descida do pistão no início de cada ciclo. Neste movimento o pistão gera vácuo parcial, que resulta na entrada de ar, pois a pressão no cilindro é menor que a atmosférica. No entanto, a massa de ar admitida é menor que a correspondente ao mesmo volume à pressão atmosférica, o que limita a quantidade de combustível que é possível queimar.
A segunda forma se dá através da colocação de um sistema de compressão de ar que seria um turbo compressor ou compressor mecânico (supercompressor). Neste caso, sendo a massa de ar maior, é possível queimar mais combustível por ciclo e, assim, aumentar a potência para a mesma cilindrada.
Ainda hoje, as fábricas preferem adotar o aumento da compressão interna do motor reduzindo a durabilidade dos mesmos, camuflando a ineficiência da aspiração natural ao invés de adotar o turbo como solução definitiva para esse problema. Essa atitude tende a ter um fim, visto que a globalização da informação e as exigências relativas à preservação ambiental são cada vez mais evidentes.
Os motores equipados com compressor mecânico não apresentam o turbo-lag e se baseiam em princípio semelhante ao turbo-compressor. Contudo a energia necessária para seu funcionamento, parte directamente do motor. Uma ligação por correia em um sistema de polias entre o virabrequim e o compressor.
O compressor mecânico é mais simples: sua pressão se auto limita, sendo desnecessária a válvula de alívio do motor turbo. A pressão é limitada pela relação de diâmetros entre as polias do virabrequim e do compressor.
Nesse sistema, a admissão do ar chega ao patamar de óptima qualidade, onde a necessidade do ar da admissão é suprida com quantidade compatível ao tamanho do cilindro e isso desde a marcha lenta.
Sendo um sistema muito utilizado em motores com disposição dos cilindros em V (V6, V8, V12...), pois a instalação do turbo se torna complexa e bastante trabalhosa ao ter que unir a saída dos gases, que ficam em lados opostos do motor, enquanto as entradas ficam justamente no vão interno e como o compressor não depende da saída de gases e as entradas estão próximas a sua instalação é bem mais simples. Motores em "V" turbo-alimentados normalmente utilizam duas ou mais turbinas (ver: Biturbo e Twincharger).
O turbo-compressor tem a grande vantagem de aproveitar a energia - conforme explicado acima - que seria descarregada ao ambiente pelo duto de escapamento para aumentar a massa de ar admitida pelo motor enquanto o compressor de polias consome parte do torque do motor para o mesmo efeito. O baixo custo de instalação e o alto ganho de potência do turbo-compressor são responsáveis por sua popularização.
Contudo, o turbo-compressor e o compressor mecânico têm um ponto em comum: ambos têm duas variáveis para a geração de pressão. São elas: a carga do motor e a rotação. Em ambos é possível ter alta rotação praticamente sem pressão positiva, dependendo de como fora feita a instalação do sistema.
Para a protecção do sistema turbo-compressor e motor, a pressão máxima admitida pelo motor é limitada por uma válvula wastegate ou válvula de alívio. Em alguns carros turbo originais de fábrica (equipados com injecção electrónica) a actuação da válvula wastegate geralmente é controlada pela central da injecção electrónica num sistema denominado de "overbooster".
Outro meio de controlar a pressão máxima gerada pelo turbo é a válvula "Pop off", que fica localizada na admissão do motor, antes da borboleta de aceleração. O controlo da pressão é um pouco diferente: enquanto a válvula wastegate desvia uma parcela dos gases de escape, controlando o fluxo de gases para a turbina, a válvula Blow off desvia uma parcela do ar comprimido pelo turbo. Assim a turbina está girando sempre na rotação máxima, causando desgaste consideravelmente maior.
Contudo, ao utilizar a válvula Pop off, as retomadas de velocidade ficam superiores às de um veículo que utiliza waste gate. Essa característica é desejada somente em competições em circuitos, pois em um veículo de "arrancada" não existe retomada de velocidade e para um veículo de uso em rua o desgaste mais acentuado não compensa o ganho.
Em um motor com Turbo, não só a carência de ar no interior da câmara de combustão é suprida em quantidade desejada, como a velocidade da admissão do ar chega a níveis máximos, eliminando a perda de tempo que o ar gastaria para encher pelas válvulas o interior do motor.
Também vale ressaltar que a possibilidade de ganho de potência apresenta resultados surpreendentes em carros de rua de (50% à 300%), praticamente apenas com simples ajustes.
Com o auxílio da eletrônica embarcada (gerenciamento de injeção favorecendo o fim do turbo-lag que foi caracterísca de carros carburados e adoção de módulos de gerenciamento auxiliares) o turbo/compressor torna-se a melhor opção para motores de baixa cilindrada usados em carros populares pois seguramente pode-se executar ultrapassagens e subir ladeiras como se estivessem em veículos com motores maiores.
Os turbos ganham espaço na engenharia automotiva com a comprovada redução das emissões de CO² nos motores originais de fábrica. Como as emissões estão na ordem do dia, os turbos partem para uma nova era de aproveitamento energético mais eficiente em propulsores menores e mais econômicos. A indústria pega a onda e a Honeywell mostra em palestra em São Paulo que a tecnologia promoveu a redução de 11% nos níveis de emissões e irá contribuir para as metas estabelecidas até 2012.

## Válvula de prioridade
A válvula de prioridade ou blow-off valve é uma válvula similar a wastegate, ela também é responsável pelo controle da pressão no sistema, mas diferente da wastegate que controla a quantidade de ar que passa pela turbina, a válvula de prioridade é responsável pelo controle da quantidade de ar que é direcionada ao coletor de admissão ou ao filtro de ar. Esse tipo de válvula é geralmente encontrado em veículos preparados, essa válvula substitui a função da wastegate.
As blow off valves são ligadas na saída do compressor (lado frio), e são acionadas quando há uma grande mudança na admissão, ou seja quando há uma desaceleração brusca, o acionamento ocorre para que o turbocompressor não sofra uma parada brusca danificando o componente ou a borboleta de aceleração. Esse tipo de válvula produz o característico apito que veículos preparados produzem quando desaceleram.

## TurboFlutter(Refluxo)
Como foi dito anteriormente, o turbocompressor trabalha utilizando os gases do escape para girar uma turbina que está ligada a um compressor através de um eixo, seja ele um eixo com buchas, ou com rolamentos, esta segunda conhecida popularmente como turbina roletada. Sendo assim, neste mecanismo, quando o turbocompressor gera pressão positiva, numa determinada rotação do motor, o compressor manda ar comprimido para os cilindros através da admissão. Em um determinado momento, o condutor retira o pé do acelerador, fechando assim a borboleta, fazendo com que o ar pressurizado pare de entrar na admissão. Em alguns sistemas, a válvula wastegate (ou "bov") controla a pressurização a partir da turbina, na caixa quente, enquanto em outros sistemas, a válvula de prioridade manda o ar pressurizado para à atmosfera. No sistema do turbo flutter, não há nenhum mecanismo de alívio de pressão, logo, todo o ar pressurizado fica contido no sistema de pressurização. No momento em que a borboleta fecha, o compressor ainda está gerando pressão positiva, porém, como não há nenhum escape para o ar pressurizado, todo o sistema de pressurização fica cheio. No decorrer desta situação, em um determinado momento, a pressão contida no sistema se torna maior do que a pressão gerada pelo compressor, fazendo com que o ar volte para o compressor e saia pela admissão de ar do turbo. Esse evento acaba por fazer um barulho característico (su-tu-tu-tu-tu), que é o ar passando pelas pás do compressor. O som característico do turbo flutter fica mais alto se o sistema de pressurização contar com um intercooler e com um filtro de ar na admissão do compressor. O turbo flutter também é capaz de diminuir o turbo-lag, visto que o sistema fica cheio de ar pressurizado enquanto a borboleta se mantém fechada. Quando ela é aberta, há a entrada desta pressão positiva para a admissão do motor, diminuindo o tempo que o compressor levaria para ganhar pressão positiva novamente.
Um problema presente no turbo flutter é o maior desgaste da turbina, visto que quando o ar pressurizado volta pelo compressor, causa uma freada brusca no turbo, forçando o eixo. Mesmo que não haja uma contrapressão (considerando o fato de que os gases do escape não estarão mandando energia suficiente para girar o compressor a ponto de se obter uma contrapressão que irá quebrar o eixo de imediato), ainda assim vai haver um desgaste, pois o turbo gira em altíssimas rotações, e ele não perde rotação tão facilmente. Além da turbina, outros componentes também podem ser danificados, como o sistema de pressurização e a borboleta de admissão, por exemplo. Devido a este fator, o turbo flutter é mais usado em pistas, devido à diminuição (que não é uma diminuição significativa, porém, qualquer ganho na pista é considerado) do turbo lag. Nas ruas esse sistema também é utilizado por causa do barulho que o turbo flutter faz.
A discussão sobre este sistema é vasta, com bastante opiniões sobre o desgaste da turbina, dos componentes do sistema de pressurização e admissão do veículo. Porém, vários fatores devem ser levados em conta, como: o fluxo de ar, a quantidade de pressão gerada pelo turbo, a qualidade da preparação feita no projeto, a qualidade dos componentes, e claro, a forma como o veículo é utilizado.

## Geometria variável
A geometria variável é um mecanismo que permite a variar o tamanho interno da turbina (carcaça quente) de forma que a quantidade de ar admitida seja compatível com a faixa de rotação a ser aplicada, essa variação permite reduzir o turbo lagging, por exemplo em baixas rotações o mecanismo fica total ou parcialmente fechado permitindo que o sistema seja pressurizado rapidamente, fazendo com que o carro tenha uma aceleração rápida em baixas rotações, já em altas rotações o mecanismo fica quase que todo aberto permitindo que a quantidade de ar admitido seja maior evitando uma "mistura muito rica". O sistema é montado sobre um prato ou coroa que variam a posição de pequenas aletas, essas por sua vez variam o tamanho da câmara de compressão. Esse tipo de mecanismo é geralmente encontrado em motores a diesel, onde a temperatura dos gases de escapamento são menores que a de um motor a gasolina, que chegam até 1350° C.

## Aplicações do turbo
Podem ser aplicados em motores de ciclo 4 tempos, pelo processo tradicional largamente divulgado e também existem motores de 2 tempos com Turbo, mas que requer um processo complexo desde o projeto e construção do turbo, porque os motores 2 tempos a entrada de ar nos cilindros ocorre através das janelas laterais das camisas que ocasiona baixa capacidade de aspirarão do ar, pois o curso do pistão apos abrir as janelas e muito pequeno, o que obriga que o Turbo tenha um sistema de acionamento mecânico para fornecer ar desde o primeiro instante da partida do motor, Motores 2 tempos a gasolina não tem válvulas, apenas as janelas, Motores 2 tempos a Diesel, tem apenas as válvulas de escape, o sistema de acionamento mecânico desses turbos e feito através de conjunto de engrenagens acionadas pelo motor formando um multiplicador em alguns casos de 20 vezes o RPM do motor, um sistema de embreagem especial dentro do Turbo, desacopla o acionamento quando os gases de escapamento atingem maior temperatura, que ocorre com potencia de 60% a 70% do motor, passando o Turbo a ser acionado somente pelos gases de escapamento. Em caso de turbos adaptados, o ganho excessivo de potência (acima de 50%) pode acarretar em diminuição da vida útil do motor. O exagero no aumento da força pode exigir alterações estruturais em outras partes do motor e até no chassis no veículo, que pode vir a sofrer torção.
O uso do turbocompressor está erroneamente associado a um maior consumo de combustível, pois o sistema apresenta uma correta optimização da alimentação do motor; por muitas vezes a forma inconsequente de condução do veículo é de fato a verdadeira causa do maior gasto. Num futuro próximo é possível que todos os veículos com motores à explosão tenham o sistema já instalado de fábrica por razões econômicas, tecnológicas e ecológicas.
A divulgação principal de uso no dia a dia, se concentra no Turbo para automóvel, mas no segmento de motores a Diesel o Turbo equipa 100% dos motores projetados e fabricados no mundo, tornando-se tão indispensável que em alguns projetos o Motor Diesel não funciona sem o Turbo. No motor Diesel a eficiência é necessária, equipamentos mais antigos tinham eficiência muito baixa, 0,80 a 0,90 kg/cm2 de ar a cada 1,00 kg/cm2 de gases de escapamento, mais conhecida como eficiência 0,90:1, existem hoje Turbos com eficiência de 5:1 (apenas motores Diesel muito pequenos 1 a 2 cilindros, não tem Turbo)